# HMS Mohawk (F31)
Pour les autres navires du même nom, voir HMS Mohawk.
Pour les articles homonymes, voir F31.
Le HMS Mohawk (L-31/F-31/G-31) est un destroyer de la Royal Navy de la classe Tribal.

## Conception et construction
Il fut construit à Hampshire par la compagnie Woolston le 16 juillet 1936 et lancé le 5 octobre 1937.

## Histoire
Il commença en mer du Nord où il servit à protéger les convois. Il fut ensuite transféré à la Mediterranean Fleet où il participa notamment à la bataille de Tarente. Il appartenait alors à la 14e flottille de destroyers.
En mars 1941, il participa aussi à la bataille du cap Matapan. Le 16 avril 1941, alors qu'il est envoyé avec trois autres destroyers à l'attaque d'un convoi de l'Axe, il est coulé par deux torpilles tirées par le contre-torpilleur italien Tarigo au cours de la bataille des îles Kerkennah. Les pertes humaines seront de 43 hommes dont le commandant. Malgré cette perte, les Britanniques remportent la victoire avec la destruction de 7 cargos et 3 contre-torpilleurs adverses, retardant de fait l'offensive de Rommel.